# Jestřebí (ort i Tjeckien, lat 50,36, long 16,18)
Jestřebí är en ort i Tjeckien. Den ligger i den nordöstra delen av landet, 130 km öster om huvudstaden Prag. Jestřebí ligger 447 meter över havet och antalet invånare är 175.
Terrängen runt Jestřebí är kuperad åt nordost, men åt sydväst är den platt. Terrängen runt Jestřebí sluttar västerut. Runt Jestřebí är det ganska glesbefolkat, med 42 invånare per kvadratkilometer. Närmaste större samhälle är Nové Město nad Metují, 2,9 km sydväst om Jestřebí. I omgivningarna runt Jestřebí växer i huvudsak blandskog.